# ユッシ・アールト
ユッシ・アールト（1945年9月21日 - ）は、フィンランドの写真家。2002年から2006年までヘルシンキカメラ協会会長を務めた。

## 来歴
彼は1958年に父親から貰ったミノルタカメラを使い写真を取り始め、1964年にキヤノンカメラを与えられた。1966年には広告写真家として働き始めていたが、すぐに報道写真家として重点を置き始めた。
1969年にフリーランスの写真家として仕事を続けていたが、写真雑誌の写真編集家として1977年から1982年まで活動をした。
1972年からは大学のラハティ工業芸術研究所で写真の歴史やポートレイト写真について教えていた。
1978年と1985年にはフィンランド国立写真賞を受賞。
その後2007年以来フィンランド政府から年金を受け取り、個人的な写真家としての活動をしている。

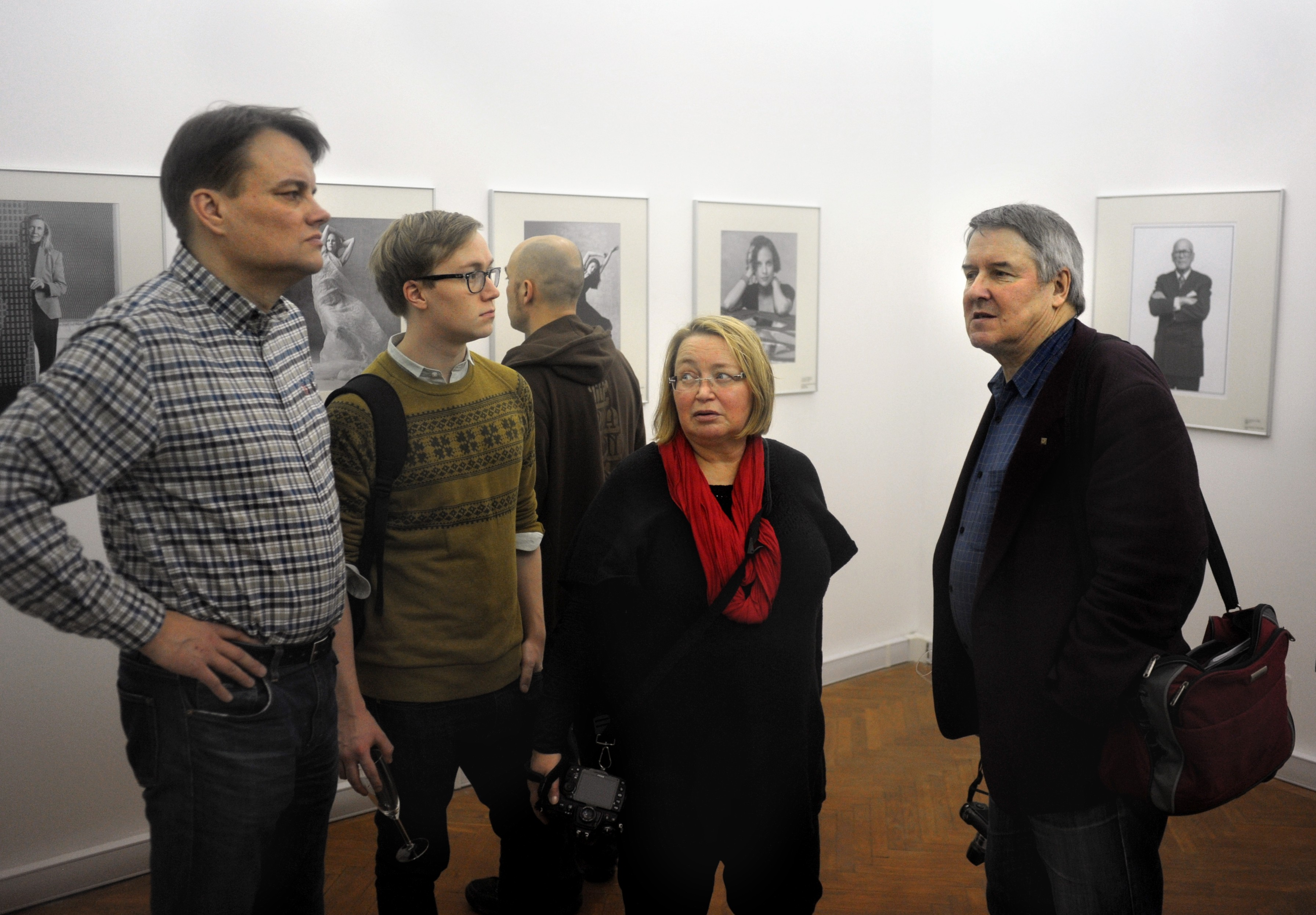
ユッシ・アールト（右）2012年